# Макаров Анатолій Васильович
Анато́лій Васи́льович Мака́ров (* 1937) — Заслужений лікар України (1993), лауреат Державної премії України в галузі науки і техніки (1997, 2004), кандидат медичних наук (1975), професор (1996).

## Життєпис
Народився 2 січня 1937 р. в селі Інгулка Баштанського району Миколаївської області в сім'ї вчителів.
У 1960 р. закінчив лікувальний факультет Київського медичного інституту ім. О. О. Богомольця.
З 1960 по 1964 р. працював хірургом лікарні Шевченківського району міста Києва, з 1964 по 1966 р. — ординатор, а з 1966 по 1975 р. — завідувач торакального відділення Клінічної лікарні «Медмістечко» у м. Києві.
З 1975 р. працює в Київській медичній академії післядипломної освіти ім. П. Л. Шупика на посадах асистента (1975—1979), доцента (1980—1988), у 1988—2009 р. — завідувача кафедри торакальної хірургії та пульмонології, з 2009 р. — професор кафедри торакальної хірургії та пульмонології.

## Науковий вклад
Наукова та практична діяльність були й залишаються найважливішими напрямками багатогранної роботи А. В. Макарова. Реконструктивно-відновна хірургія стравоходу та дихальних шляхів, діафрагми, пластика трахеї, бронхів, грудної стінки, хірургічна допомога при травматичних пошкодженнях грудної клітки — ось деякі напрямки його наукової діяльності. Хірург щорічно виконує 100—150 оперативних втручань, веде щоденний консультативний прийом у клініці, із санітарною авіацією буває у регіонах України.
Зробив значний внесок у розвиток вивчення, діагностику та хірургічне лікування травматичних пошкоджень органів грудної клітки, неспецифічних захворювань органів дихання та межистіння, за що у 1998 р. йому присвоєно звання лауреата Державної премії України в галузі науки і техніки. За участь у розробці та впровадженні новітньої технології в хірургічній практиці — методики «зварювання живих тканин», яка дозволяє безшовно виконувати складні хірургічні втручання при захворюваннях і травматичних пошкодженнях органів дихання, політравмі, А. В. Макарову, разом із групою вчених, у 2004 р. вдруге присвоєно звання лауреата Державної премії України.
300 наукових публікацій, 8 монографій, 14 патентів на винаходи, книги «Торакоскопия в неотложной грудной хирургии», «Торакальна травма», «Хімічні опіки стравоходу у дітей та їх наслідки», «Хвороби стравоходу у дітей», «Обстеження органів дихання у дітей» — ось багаторічний творчий здобуток вченого-хірурга. Роботи професора А. В. Макарова залишаються найкращими практичними посібниками в роботі вітчизняних хірургів.